# Breda VLC
Le Breda VLC pour Veicolo Leggero Cittadino (« Véhicule Urbain Léger ») est un tramway construit par Breda C.F. (actuel groupe Hitachi Rail Italy).

## Histoire

### La reconstruction du tramway du Grand Boulevard
À la suite de l'inauguration de la ligne 1bis en 1988 (future ligne 2), plusieurs discussions ont lieu à la CUDL à propos de l'extension de la ligne vers le nord-est de la métropole. Le projet initial prévoit de prolonger la ligne de métro en suivant le Grand Boulevard, en direction de Roubaix puis de Tourcoing, le métro remplacerait ainsi le Mongy dont la question du devenir est régulièrement évoquée à la CUDL. Ce projet est contesté par le maire de Mons-en-Barœul, qui souhaite voir le métro passer dans sa ville après avoir été écarté du tracé de la ligne 1, ainsi que ceux de La Madeleine et Marcq-en-Barœul, qui ne veulent pas d'un viaduc sur le Grand Boulevard. En 1989, Arthur Notebart, président de la Communauté urbaine de Lille et porteur du projet d'extension du métro sur le Grand Boulevard est remplacé par Pierre Mauroy qui décide avec le nouveau conseil d'abandonner l'idée d'une suppression au profit d'une reconstruction intégrale du tramway de Lille - Roubaix - Tourcoing tout en conservant l'écartement métrique, le terminus de la gare pour correspondance avec le métro mais en éliminant du service les rames Duewag achetées d'occasion au cours des années 1980.

### Le choix de Breda C.F.
À partir de novembre 1991, la Communauté urbaine de Lille entame des pourparlers avec le fabricant français Alsthom qui a livré avec le fabricant suisse Vevey au cours de la même année des rames à voie métrique dérivées du tramway français standard pour le réseau de Saint-Étienne. Mais le dialogue se rompt entre Alsthom et la CUDL, cette dernière arguant d'un coût trop élevé des rames du constructeur. La CUDL lance alors un appel d'offres pour 24 rames auquel le constructeur italien Breda répond favorablement. Ce dernier est choisi avec une offre à 10 millions de francs par rames soit 3,5 millions moins chers que l'offre d'Alsthom.

### Mise en service
À la fin des travaux de reconstruction de la ligne, les motrices Duewag articulées sont retirées du service et les nouvelles rames mises en service le 5 mai 1994, elles constituent dès lors le principal matériel en service sur la ligne.

### Rénovation
Entre 2012 et 2016, les rames bénéficient d'une rénovation complète comprenant une révision des organes techniques, une amélioration de l'ergonomie du poste de conduite, la rénovation de l'espace intérieur permettant notamment de gagner 15% de capacité supplémentaire et une nouvelle livrée extérieure calquée sur celle des lignes de bus Ilévia -Lianes. Cette rénovation est menée en partenariat par Bombardier Transport, Hovart et SOGEMA,.
En 2018, en raison du renommage de la société, ces 24 rames ont été encore rénovées aux couleurs grise, rouge et noir d'ilévia.
En octobre 2023, la société Alstom est choisie par la Métropole Européenne de Lille pour remplacer les 24 rames actuelles par des rames Citadis, avec une livraison prévue en 2026,.

## Caractéristiques

### Caractéristiques générales
Pour satisfaire aux critères imposés par la CUDL, notamment celui du plancher bas intégral, la firme reprend les principes d'un prototype construit pour le réseau de Rome qui est cependant resté à l'état de prototype.
La rame se présente comme un véhicule articulé bidirectionnel à 4 caisses d'une longueur totale de 29,9 m, d'une largeur de caisse de 2,4 m et d'une largeur hors-tout de 2,51 m. La rame dispose de 4 portes de chaque côté pour l'accès voyageur. Elle repose sur 2 bogies moteurs situés en extrémité de rame sous le compartiment technique, les caisses intermédiaires reposent sur 3 modules porteurs.
| Ecartement                                                    | 1 000 mm (voie métrique)   |
| Nombre de caisses                                             | 4                          |
| Longueur - hors caisse - hors tout                            | 29 600 mm 29 900 mm        |
| Largeur - hors caisse - hors tout                             | 2 400 mm 2 510 mm          |
| Hauteur - hors caisse - hors tout - pantographe abaissé       | 2 950 mm 2 950 mm 3 425 mm |
| Entraxe bogies - caisses d'extrémité - caisses intermédiaires | 6 800 mm 6 000 mm          |
| Porte-à-faux - hors caisse - hors tout                        | 2 000 mm 2 150 mm          |
| Nombre de bogies - moteurs - modules porteurs intermédiaires  | 2 3                        |
| Disposition des essieux                                       | B'1'1'1'B'                 |

### Bogies et modules intermédiaires
Les 2 bogies moteurs en extrémité de rame ont un empatement court de 1 600 mm, munis de 2 essieux classiques dotés de roues de Ø680 mm de diamètre. Ils sont du type monomoteur, munis d'un moteur triphasé asynchrone de 205 kW disposé latéralement au centre du bogie. Les 2 boites de vitesse sont placées à l'extérieur du bogie sur l'un des 2 côtés, le moteur entrainant les 2 essieux d'un même bogie. Sur l'autre côté en extérieur, un disque de frein est fixé sur chaque essieu. Les bogies ne comportent pas de suspension primaire, la suspension secondaire est réalisée au moyen de 2 ressorts hélicoïdaux qui supportent la traverse danseuse. La liaison caisse-bogie est effectué au moyen d'une couronne à bille fixée sur la traverse danseuse.

Différence entre un essieu classique (en haut) et un essieu coudé (en bas).

Les caisses intermédiaires ainsi que les côtés intérieurs des caisses d'extrémité reposent sur 3 modules porteurs composés chacun de 2 "roues folles" de diamètre Ø550 mm qui forment un essieux coudé avec le châssis de l'articulation entre les caisses. Les modules porteurs intermédiaires ne sont pas reliés aux caisses par un pivot ou une couronne à bille mais à l'inverse, les caisses viennent reposer sur le module intermédiaire faisant à la fois office de support et d'articulation entre les caisses. Les modules comportent 1 niveau de suspension du même type que pour les bogies moteurs d'extrémité, la suspension secondaire étant réalisée au moyen de 2 ressorts hélicoïdaux qui relient le cadre de l'essieu coudé au module formant l'articulation. Le module intermédiaire font la différence des rames Talgo de la RENFE, dû aux boggies/"roues folles" qui les différencient.
Les bogies d'extrémité comme les modules intermédiaires sont équipés d'un dispositif hydraulique qui permet de maintenir à une hauteur constante de 350 mm le plancher de la rame.
| Bogie                         | Bogie moteur           | Module porteur intermédiaire |
| ----------------------------- | ---------------------- | ---------------------------- |
| Écartement (mm)               | 1 000                  | 1 000                        |
| Motorisation                  | monomoteur             | /                            |
| Empattement                   | 1 600 mm               | /                            |
| Diamètre roues neuves (usées) | 680 mm                 | 550 mm                       |
| Roues élastiques              | oui                    | oui                          |
| Suspension primaire           | non                    | non                          |
| Suspension secondaire         | 2 ressorts hélicoïdaux | 2 ressorts hélicoïdaux       |

### Freinage
Les bogies moteurs sont équipés d'un système de freinage triple, rhéostatique avec dissipation de l'énergie dans des résistances (de service), 1 frein à disque sur chaque essieux à fonctionnement électro-hydraulique (de service) ainsi que de 2 patins électromagnétiques pour le freinage d'urgence.
Les modules porteurs intermédiaires sont équipés d'un système de frein à disque (1 disque par roue) à fonctionnement électro-hydraulique.
| Vitesse maximale            | 70 km/h                |
| Type de moteur              | AEG Westinghouse 1504A |
| Puissance unitaire          | 205 kW                 |
| Puissance totale disponible | 410 kW 2 * 205 kW      |

### Aménagement
La rame est à plancher bas 350 mm sur l'ensemble de l'espace voyageur et à 950 mm pour les 2 compartiments techniques et postes de conduite situés au-dessus des bogies moteurs en extrémité de rame. Le poste de conduite totalement séparé du reste de la rame est accessible par une porte du côté droit dans le sens de marche ou par l'espace voyageur en traversant le compartiment technique. La rame dispose de 4 portes louvoyantes coulissantes de chaque côté.